# مودن (موزل)
مودن (به آلمانی: Müden) یک شهر در آلمان است که در کوخم-تسل واقع شده‌است. مودن ۶۷۶ نفر جمعیت دارد.